# واشنطن كابس
واشنطن كابس (بالإنجليزية: Washington Caps)‏ هو نادي كرة سلة أمريكي تأسس في 1969.